# عزت عبد الهادي
عزت صلاح عبد الهادي دبلوماسي فلسطيني، عُين في 31 أكتوبر 2005 سفيرًا ورئيسًا للمفوضية العامة لفلسطين لدى أستراليا ونيوزيلندا والمحيط الهادئ.